# Stane Habe
Stane Habe, slovenski glasbenik in zborovodja, * 16. oktober 1920, Vrhnika, † 9. november 2003.
Stane Habe je bil dolgoletni ravnatelj Glasbene šole Domžale. Po osvoboditvi je bil 50 let glavno gonilo glasbenega dogajanja na širšem domžalskem območju. Je oče slovenskega komponista in glasbenega pedagoga Tomaža Habeta.